# Panthera youngi
A Panthera youngi fosszilis macskafaj, amelyet 1934-ben írtak le; ennek a macskának a fosszilis maradványait egy Sinanthropus-formációban ásták ki Choukoutienben, Kína északkeleti részén. A japán Jamagucsi prefektúrában feltárt felső és alsó állkapocs is ennek a fajnak tulajdonítható. A becslések szerint körülbelül 350 000 évvel ezelőtt élt, a pleisztocén korszakban. A nagyfokú hasonlóságuk miatt feltételezték, hogy a Panthera atrox és a P. spelaea fajokkal volt rokon. Néhány fogászati hasonlóságot az idősebb P. fossilisszal is észleltek, azonban a Panthera youngi több származtatott tulajdonságot mutatott.

## Fordítás
Ez a szócikk részben vagy egészben  a   Panthera youngi című angol Wikipédia-szócikk fordításán alapul.  Az eredeti cikk szerkesztőit annak laptörténete sorolja fel. Ez a jelzés csupán a megfogalmazás eredetét és a szerzői jogokat jelzi, nem szolgál a cikkben szereplő információk forrásmegjelöléseként.